# Барков, Анатолий Прокофьевич
Анато́лий Проко́фьевич Барков (род. 1928) — советский футболист, нападающий.
В 1948 году играл в первенстве КФК за «Красное Знамя» Орехово-Зуево, провёл 4 матча за дубль «Динамо» Москва. В 1950—1953 годах в чемпионате СССР сыграл 30 матчей за «Динамо» Ленинград. В 1955 году провёл 6 игр за «Спартак» Калинин.